# Alemania en los Juegos Paralímpicos
Alemania en los Juegos Paralímpicos está representada por el Comité Paralímpico Nacional de Alemania, miembro del Comité Paralímpico Internacional. Antes de la Reunificación en 1990, los deportistas alemanes compitieron bajo diferentes códigos paralímpicos: 1960 a 1988 como Alemania Occidental (FRG) y en 1984 como Alemania Oriental (GDR), correspondientes a los dos países soberanos de ese entonces.
Ha participado en nueve ediciones de los Juegos Paralímpicos de Verano, su primera presencia tuvo lugar en Barcelona 1992. El país ha obtenido un total de 767 medallas en las ediciones de verano: 209 de oro, 280 de plata y 278 de bronce.
En los Juegos Paralímpicos de Invierno ha participado en nueve ediciones, siendo Albertville 1992 su primera aparición en estos Juegos. El país ha conseguido un total de 274 medallas en las ediciones de invierno: 109 de oro, 87 de plata y 78 de bronce.

## Medallero

### Por edición
| Evento              | Oro | Plata | Bronce | Total |
| ------------------- | --- | ----- | ------ | ----- |
| Barcelona 1992      | 61  | 51    | 59     | 171   |
| Atlanta 1996        | 40  | 58    | 51     | 149   |
| Sídney 2000         | 16  | 41    | 38     | 95    |
| Atenas 2004         | 19  | 28    | 31     | 78    |
| Pekín 2008          | 14  | 25    | 20     | 59    |
| Londres 2012        | 18  | 26    | 22     | 66    |
| Río de Janeiro 2016 | 18  | 25    | 14     | 57    |
| Tokio 2020          | 13  | 12    | 18     | 43    |
| París 2024          | 10  | 14    | 25     | 49    |
| TOTAL               | 209 | 280   | 278    | 767   |

| Evento              | Oro | Plata | Bronce | Total |
| ------------------- | --- | ----- | ------ | ----- |
| Albertville 1992    | 12  | 17    | 9      | 38    |
| Lillehammer 1994    | 25  | 21    | 18     | 64    |
| Nagano 1998         | 14  | 17    | 13     | 44    |
| Salt Lake City 2002 | 17  | 1     | 15     | 33    |
| Turín 2006          | 8   | 5     | 5      | 18    |
| Vancouver 2010      | 13  | 5     | 6      | 24    |
| Sochi 2014          | 9   | 5     | 1      | 15    |
| Pyeongchang 2018    | 7   | 8     | 4      | 19    |
| Pekín 2022          | 4   | 8     | 7      | 19    |
| TOTAL               | 109 | 87    | 78     | 274   |

### Por deporte
| Evento                        | Oro | Plata | Bronce | Total |
| ----------------------------- | --- | ----- | ------ | ----- |
| Atletismo                     | 65  | 95    | 105    | 265   |
| Bádminton                     | 0   | 0     | 1      | 1     |
| Baloncesto en silla de ruedas | 1   | 3     | 1      | 5     |
| Ciclismo                      | 24  | 29    | 26     | 79    |
| Deportes ecuestres            | 6   | 14    | 10     | 30    |
| Esgrima en silla de ruedas    | 4   | 11    | 12     | 27    |
| Golbol                        | 1   | 0     | 0      | 1     |
| Vela                          | 4   | 4     | 9      | 17    |
| Levantamiento de potencia     | 3   | 0     | 0      | 3     |
| Natación                      | 55  | 70    | 61     | 186   |
| Piragüismo                    | 1   | 2     | 4      | 7     |
| Remo                          | 0   | 1     | 1      | 2     |
| Tenis de mesa                 | 25  | 30    | 27     | 82    |
| Tenis en silla de ruedas      | 0   | 1     | 4      | 5     |
| Tiro                          | 10  | 15    | 11     | 36    |
| Tiro con arco                 | 3   | 1     | 2      | 6     |
| Triatlón                      | 2   | 1     | 2      | 5     |
| Vela                          | 2   | 3     | 0      | 5     |
| Voleibol                      | 3   | 0     | 2      | 5     |
| TOTAL                         | 209 | 280   | 278    | 767   |

| Evento         | Oro | Plata | Bronce | Total |
| -------------- | --- | ----- | ------ | ----- |
| Biatlón        | 23  | 14    | 19     | 56    |
| Esquí alpino   | 58  | 41    | 38     | 137   |
| Esquí de fondo | 28  | 32    | 21     | 81    |
| TOTAL          | 109 | 87    | 78     | 274   |